# Kolibri (Pferd)
Der weiße Hengst Kolibri (* 23. März 1979; † 2004) war ein Beschäler im Brandenburgischen Haupt- und Landgestüt Neustadt/Dosse, bis er im Alter von 25 Jahren an einer Kolik starb. Er galt als einer der 20 besten deutschen Leistungsvererber. Gezüchtet wurde er von der LPG Trinwillershagen. Kolibri zeugte mehr als 1700 Nachkommen, die zusammen bisher eine Summe von 2,4 Millionen Euro einsprangen.

## Die King-Linie
Die King-Linie, zu der Kolibri gehörte, entstand 1889 in der Celler Landgestütsstation Otersen durch den Einfluss des Vollbluthengstes Kingdom xx. Sie zeichnet sich vor allem durch das häufige Vorkommen von Schimmeln aus. In den 1950er Jahren starb sie fast aus und wurde nur durch den Hengst Körling, der im Krieg nach Mecklenburg kam, erhalten. Niemand wusste, dass er zu der K-Linie gehörte und so wurde er unter dem Namen „Tropfen“ ins Gestütbuch aufgenommen. Er zeugte fünf gekörte Söhne, von denen sich nur Komet auszeichnete. Dieser wurde 1959 von Walter Schacht in Kisserow (Kreis Röbel) gezogen und sollte schon 1961 gekört werden. Als dies nicht eintrat, hätte er kastriert werden müssen, denn in der DDR bestand Kastrationspflicht. Er wurde jedoch unkastriert als Sportpferd verkauft und schaffte es, durch seine Leistungen das Interesse der Neustädter Gestütsleitung auf sich zu ziehen. Deshalb bekam er erst mit zwölf Jahren die Körung zum Zuchthengst. In Neustadt wurde er Hauptbeschäler und zeugte so die gekörten Hengste Kobold I, Kobold II, Komparse, Kontakt, Kosmos I, Kosmos II. Kobold I wurde später als Landbeschäler in Redefin eingesetzt. Als er mit der Stute Lorelei zusammenkam, entstand Kolibri, der die King-Linie neu aufleben ließ.
Die häufige Schimmelfärbung der K-Linie soll dem Hengst Gotthard zugrunde liegen. Die K-Linie ist eine Hannoveraner-Zuchtlinie, in die manchmal auch Trakehner zur Veredlung eingekreuzt wurden.

### Stammbaum Kolibris
| Vater Kobold I | Komet    | Körling   | Körting       |
| Vater Kobold I | Komet    | Körling   | Schneise      |
| Vater Kobold I | Komet    | Fabuhild  | Fabulist      |
| Vater Kobold I | Komet    | Fabuhild  | Schwanhild    |
| Vater Kobold I | Pediküre | Drusus    | Moskit        |
| Vater Kobold I | Pediküre | Drusus    | Akcja         |
| Vater Kobold I | Pediküre | Peilsicht | Senatus       |
| Vater Kobold I | Pediküre | Peilsicht | Peilkorn      |
| Mutter Lorelei | Lapis    | Labirynt  | Belizar       |
| Mutter Lorelei | Lapis    | Labirynt  | Dechawa       |
| Mutter Lorelei | Lapis    | Flijuna   | Flimmerstrahl |
| Mutter Lorelei | Lapis    | Flijuna   | Jungschar     |
| Mutter Lorelei | Tugend   | Doboj     | Dömitz        |
| Mutter Lorelei | Tugend   | Doboj     | Abendrune     |
| Mutter Lorelei | Tugend   | Mailuft   | Schwalm       |
| Mutter Lorelei | Tugend   | Mailuft   | Alwine        |

## Leben
Kolibris Karriere begann schon als Fohlen. Er gewann die Fohlenschau in Trinwillershagen und später auch den Kör-Reservesieg in Neustadt im Jahre 1982. Ein Jahr später deckte er zum ersten Mal eine Stute. Seitdem wurden ihm 2000 Stuten gebracht, mit denen er 1700 Nachkommen zeugte. Kolibri hat über 20 gekörte Söhne und 234 Töchter, die ins Stutbuch eingetragen sind; weitere 66 Töchter sind zusätzlich auch als Staatsprämienstuten ausgezeichnet.
Berühmte Söhne Kolibris sind z. B. Korsar I und II, Kolibris As, Kai, Kornfink, Kulman, Kaiserwind und King Kolibri. Eine sehr erfolgreiche Tochter ist z. B. Kleine Schwester (bis S-Springen). Am erfolgreichsten sind Katango, Kleopatra, Kassiopaja, Konni und Komtess; sie sprangen zusammen 1,1 Millionen Euro ein.
Ein Beispiel für den Wert eines Kolibrinachkommen ist King Kolibri (Kolibri × Achill Libero H), der 2004 gekört und dann für 40.000 Euro verkauft wurde. Dieser geht erfolgreich im Springreitsport, bis 2011 geritten von Jos Lansink.

## Ehrungen
In dem Brandenburgischen Haupt- und Landgestüt wurde Kolibri zu Ehren 2001 eine lebensgroße Bronzestatue aufgestellt. Die Inschrift des Denkmals auf indischem Granit lautet schlicht: „Kolibri, 23. März 1979“. Als weitere Ehrung wird jährlich ein 40 cm großer Wanderpokal in Kolibris Gestalt dem Züchter des besten springbetonten Junghengstes bei der süddeutschen Körung anlässlich des Schaufensters der Besten in Neustadt (Dosse) verliehen.